# Klaukenburg
Klaukenburg ist ein Ort in Radevormwald im Oberbergischen Kreis im nordrhein-westfälischen Regierungsbezirk Köln in Deutschland.

## Lage und Beschreibung
Klaukenburg liegt im Osten von Radevormwald an einer von der Bundesstraße 229 in Eich abzweigenden und in Richtung Borbeck verlaufenden Nebenstraße. Nachbarorte sind Oberschmittensiepen, Eich und Studberg.
Im Ort entspringt ein Nebenbach des in die Ennepe mündenden Borbaches.
Politisch im Stadtrat von Radevormwald vertreten wird der Ort durch den Direktkandidaten des Wahlbezirks 180.

## Geschichte
Auf der historischen Karte Topographia Ducatus Montani aus dem Jahre 1715 ist die Siedlung eingezeichnet. Die Ortsbezeichnung darin lautet „Claucumburg“. In der Karte Topographische Aufnahme der Rheinlande von 1825 ist die Schreibweise „Klaukumburg“ in Gebrauch. Beginnend mit der topografischen Karte von 1840 bis 1843 (Preußische Uraufnahme) nennen alle jüngeren Karten den Ortsnamen „Klaukenburg“.